# Partido Alemão dos Trabalhadores
O Partido Alemão dos Trabalhadores (em alemão:  Deutsche Arbeiterpartei; abreviado - DAP) foi um partido alemão estabelecido durante a República de Weimar logo após o final da Primeira Guerra Mundial. Fundado em 1919 e extinto em 1920, foi sucedido pelo Partido Nacional-Socialista dos Trabalhadores Alemães.

## História
O DAP foi fundado em 5 de janeiro de 1919 (oito dias antes das próximas Eleições), em Munique por Anton Drexler e pelo escritor Karl Harrer, com pouco mais de 22 membros. Como presidente do novo partido foi eleito Drexler. Os primeiros integrantes do DAP foram quase que exclusivamente colegas de Drexler, que trabalhavam em sua maioria na estação ferroviária de Munique. As primeiras reuniões do DAP ocorriam exclusivamente em bares e cervejarias de Munique, onde Drexler como orador fez algumas palestras motivacionais, que muitas vezes acabavam em tumultos.

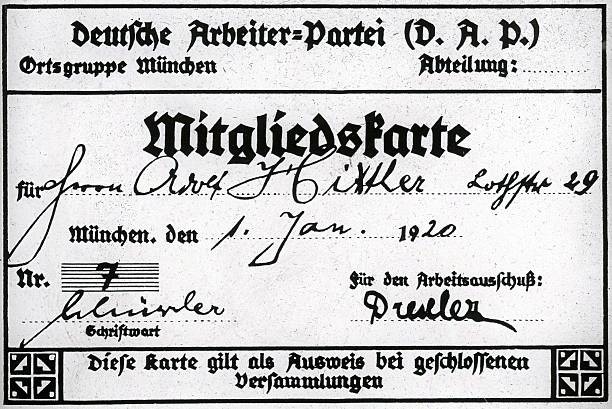
Cartão que era dado aos membros do DAP; o mostrado na imagem é de Adolf Hitler.

## Adesão de Adolf Hitler
Em 12 de setembro de 1919, Hitler fez seu primeiro contado com o DAP, atuando como um infiltrado da Reichswehr numa reunião do novo partido nacionalista. No entanto, sentiu-se atraído pelas ideias nacionalistas, anticapitalistas,  anticomunistas e antissemitas do fundador Anton Drexler e, dias mais tarde, filiou-se à organização, da qual rapidamente ganharia a liderança.
Depois de fazer seu primeiro discurso para o DAP em 16 de outubro no Hofbräukeller, Hitler rapidamente se tornou o orador mais ativo do partido. As consideráveis habilidades de oratória e propaganda de Hitler foram apreciadas pela liderança do partido quando as multidões começaram a se reunir para ouvir seus discursos durante 1919-1920. Com o apoio de Drexler, Hitler tornou-se chefe de propaganda do partido no início de 1920. Ele via a propaganda como a maneira de levar o nacionalismo ao público.

## Fortalecimento e mudança para NSDAP
Com a adesão de Adolf Hitler o partido passou a ter um líder, uma figura ilustre de propaganda que com o passar do tempo, lentamente o partido ia ganhando mais e mais adeptos e assim começou a ter seus cofres cheios de Reichsmark (com taxas de adesão e doações).
No dia 24 de fevereiro de 1920, os membros do partido passaram a se comportar como militares, era importante manter a disciplina estrita, os membros usavam uma espécie de uniforme marrom. Pouco tempo depois, a SA começaria a emergir.
Também naquela noite, Hitler propôs a mudança do nome do partido para Nationalsozialistische Deutsche Arbeiterpartei (Partido Nacional-Socialista Alemão dos Trabalhadores) ou simplesmente Partido Nazista.

## Membros
Entre os primeiros membros do partido, estavam:
- Ernst Boepple
- Anton Drexler
- Dietrich Eckart
- Hermann Esser
- Gottfried Feder
- Hans Frank
- Karl Harrer
- Adolf Hitler
- Ernst Röhm
- Alfred Rosenberg